# ۷۰۴ (قمری)
۷۰۴ (قمری)، هفتصد و چهارمین سال در گاهشماری هجری قمری است. اول محرم این سال برابر با دوازدهم اوت سال ۱۳۰۴ میلادی است.